# Maxime et Wanda
Maxime et Wanda est une mini-série française de 3 téléfilms de 90 minutes, et diffusée du 19 octobre 1991 dans la case Les comédies du samedi soir sur La Cinq au 21 mai 1995 sur M6. 

## Historique
Maxime et Wanda est la conséquence des quotas de production française imposés à la fin des années 1980. Cette collection a été initiée par le groupe Hachette en 1991 étant devenu actionnaire de La Cinq. Malheureusement, la chaîne cessera d'émettre avant d'en diffuser l'intégralité. Les téléfilms restant, seront diffusés sur M6.

## Distribution
- Francis Perrin : Maxime (personnage récurrent)
- Anne Létourneau : Wanda (personnage récurrent)

## Épisodes
1. Une révolution clé en main, réal. Henri Helman, diffusé le 19 octobre 1991[1] sur La Cinq. Rediffusion le 4 juin 1995[2] sur M6.
2. Les belles ordures, réal. Claude Vital, diffusé le 4 juin 1995[3] sur M6.
3. L'homme qui n'en savait pas assez, réal. François Dupont-Midi, diffusé le 6 juin 1995[4] sur M6.